# Večnamensko blago
Večnamensko blago je tisto, ki ga je zaradi njegovih tehničnih lastnosti, mogoče uporabljati v različnih vlogah, torej za različne namene.